# Wincenty Potacki
Wincenty Potacki (ur. 22 stycznia 1904 w Warszawie, zm. 24 czerwca 2001 we Wrocławiu) – polski artysta plastyk, projektant wzorów przemysłowych.

## Życiorys
Po ukończeniu Miejskiej Szkoły Sztuk Zdobniczych podjął studia na Wydziale Rzeźby Szkoły Sztuk Pięknych w Warszawie, w pracowni Jana Szczepkowskiego. Po ukończeniu studiów w 1928 poświęcił się pracy artystycznej, jego prace były wystawiane w Zachęcie i Instytucie Propagandy Sztuki. Od 1935 współpracował z fabryką porcelany w Ćmielowie, na potrzeby tego zakładu przez sześćdziesiąt lat projektował ceramikę i przedmioty użytkowe. Po 1945 pracował również jako nauczyciel zawodu w szkole zawodowej przy dawnej fabryce porcelany „Tielsch” i „Krister” w Wałbrzychu i w Państwowej Szkole Ceramicznej w Bolkowie. Zaprojektowana przez Wincentego Potackiego galanteria ceramiczna była wielokrotnie prezentowana na krajowych i zagranicznych targach wzornictwa m.in. na Targach „Wzornictwo społeczeństwu” i Międzynarodowych Targach Poznańskich. Wiele projektów otrzymywało wyróżnienia i złote oraz srebrne medale. Za swoją pracę artysta otrzymał Krzyż Kawalerski Orderu Odrodzenia Polski, Złoty i Srebrny Krzyż Zasługi, nagrodę Ministra Kultury i Sztuki oraz Ministra Budownictwa i Materiałów Budowlanych. Wincenty Potacki współpracował z działającą w Ostrowcu Świętokrzyskim skupiającą plastyków Grupą 10, za wspólne realizacje artysta otrzymał nagrodę Prezydenta Miasta Ostrowca Świętokrzyskiego.